# 長尾耀鯰
長尾耀鯰，為輻鰭魚綱鯰形目塘虱魚科的其中一種，分布於非洲剛果河中部流域，棲息在水底，體長可達28公分。
种加词 longicauda 意为“长尾的”。